# Antinephele achlora
Antinephele achlora is een vlinder uit de familie van de pijlstaarten (Sphingidae). De wetenschappelijke naam van de soort werd in 1892 gepubliceerd door William Jacob Holland.